# Ali Khamis Khamis
Ali Khamis Khamis (30 juni 1995) is een Bahreins sprinter en hordeloper. Hij nam eenmaal deel aan de Olympische Zomerspelen.

## Biografie
In 2014 was Khamis de snelste in de finale van de 400 meter horden op de Aziatische Spelen. In 2016 nam Khamis deel aan de Olympische Spelen van 2016 in Rio de Janeiro. Khamis won zijn reeks waarna hij in een nationaal record  van 44,49 seconden in de halve finale zich kwalificeren voor de finale op de 400 m. In de finale verbeterde Khamis opnieuw het Bahreins record. In een tijd van 44,36 seconden eindigde Khamis zesde in de finale.

## Persoonlijke records
| Onderdeel    | Prestatie | Datum            | Plaats         |
| ------------ | --------- | ---------------- | -------------- |
| 200 m        | 20,81     | 11 juli 2015     | Sofia          |
| 400 m        | 44,36     | 14 augustus 2016 | Rio de Janeiro |
| 400 m horden | 49,55     | 25 juli 2014     | Eugene         |

## Palmares

### 400 m
- 2013:  Arabische kamp. - 46,25 s
- 2013:  Aziatische kamp. - 45,65 s
- 2014:  Arabische jeugdkamp. - 46,15 s
- 2016: 6e OS - 44,36 s

### 400 m horden
- 2011: 4e in serie WK U18 - 54,27 s
- 2012: 8e Aziatisch jeugdkamp. - 57,45 s
- 2012: 7e in serie WK U20 - 53,90 s
- 2014:  Arabische jeugdkamp. - 51,42 s
- 2014:  WK U20 - 49,55 s
- 2014:  Aziatische spelen - 49,71 s
- 2015:  Arabische kamp. - 50,10 s
- 2015: 6e Militaire Wereldspelen - 50,94 s

### 4 × 400 m
- 2015: DSQ Militaire Wereldspelen

### medley
- 2011: series WK U18 - 1.59,16